# Sanjō (Niigata)
Sanjō (三条市 Sanjō-shi?) es una ciudad ubicada en la Prefectura de Niigata, Japón. A 1  de julio de  2019, la ciudad tenía una población estimada de 95.706 en 36.201 hogares, y una densidad de población de 222 personas por km². El área total de la ciudad era 431,97 kilómetros cuadrados (166,8 mi²).

## Clima
Sanjō tiene un clima húmedo (Köppen Cfa) caracterizado por veranos cálidos y húmedos e inviernos fríos con fuertes nevadas. La temperatura media anual en Sanjō es de 12,2 °C. La precipitación media anual es de 2202 mm con septiembre como el mes más lluvioso. Las temperaturas son más altas en promedio en agosto, alrededor de 25,6 °C, y el más bajo en enero, alrededor de 0,1 °C.

## Demografía
Según los datos del censo japonés, la población de Sanjō alcanzó su punto máximo alrededor de 1985 y desde entonces ha disminuido constantemente. 
| Año del censo | Población |
| ------------- | --------- |
| 1970          | 102,220   |
| 1980          | 109,429   |
| 1990          | 110,228   |
| 2000          | 107,662   |
| 2010          | 102,292   |

## Ciudades hermanadas
- Vaughan, Ontario, Canadá[6] (desde el 18 de octubre de 1993)
- Ezhou, China  (desde el 28 de abril de 1994)